# نهائي كأس الجزائر 2006
نهائي كأس الجزائر 2006 هي المباراة النهائية من منافسة كأس الجزائر 2005–06، أقيمت المباراة في 15 يونيو 2006، في ملعب 5 جويلية 1962، بين فريقي نادي مولودية الجزائر، واتحاد الجزائر، وفاز فيها نادي مولودية الجزائر، بعد أن هزم اتحاد الجزائر، بنتيجة 2 - 1، وكان حكم المباراة جمال حيمودي.

## تفاصيل المباراة
لعبت المباراة النهائية في 15 يونيو 2006.
| نادي مولودية الجزائر | 2 -1 | اتحاد الجزائر |
| -------------------- | ---- | ------------- |
|                      |      |               |